# Monika Ewa Michalik

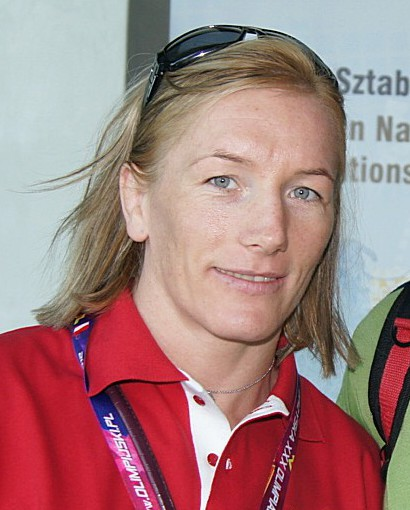
Monika Michalik 2012

Monika Ewa Michalik (* 2. Mai 1980 in Międzyrzecz) ist eine polnische Ringerin. Sie wurde dreimal Europameisterin und gewann in ihrer Karriere bisher zehn Medaillen bei Welt- und Europameisterschaften.

## Werdegang
Michalik begann im Alter von 15 Jahren 1995 mit dem Ringen. Sie gehört dem Sportclub Orleta Trzciel an. Seit 2004 wird sie von Mieczysław Kurys trainiert. Sie studierte Sport und ist seit einigen Jahren Militärangehörige. In den Anfangsjahren ihrer Karriere startete die 1,67 Meter große Athletin in der Gewichtsklasse bis 63 kg Körpergewicht und trainierte zu einigen Meisterschaften sogar in die Gewichtsklasse bis 55 kg ab. Da dies aber zu viel Substanzverlust bedeutete, ringt sie seit 1963 nur mehr in der Gewichtsklasse bis 63 kg. Zeitweise startete sie auch unter dem Namen Rogien bzw. Michalik-Rogien. Sie ist auch vielfache polnische Meisterin und eine unermüdliche Vielstarterin. Außerdem ist sie der Schrecken aller deutschen Ringerinnen, gegen die sie kaum einen Kampf verloren hat.
Ihre internationale Laufbahn begann im Jahre 1999. Sie belegte dabei bei der Junioren-Europameisterschaft in Budapest in der Gewichtsklasse bis 63 kg den 11. Platz. Ein Jahr später gewann sie bei der Junioren-Europameisterschaft in Sofia in der gleichen Gewichtsklasse eine Silbermedaille und bei der Junioren-Weltmeisterschaft in Nantes eine Bronzemedaille. Im Jahre 2002 startete sie erstmals bei den Damen bei einer internationalen Meisterschaft und wurde dabei in Seinäjoki/Finnland in der Gewichtsklasse bis 59 kg gleich Vize-Europameisterin. Sie besiegte dabei u. a. Christina Oertli aus Deutschland und verlor erst im Finale gegen Sara Eriksson aus Schweden. Bei der Weltmeisterschaft des gleichen Jahres in Chalkida/Griechenland, bei der sie in die Gewichtsklasse bis 55 kg abtrainiert hatte, verlor sie nach drei gewonnenen Kämpfen gegen Tina George aus den Vereinigten Staaten und kam auf den 7. Platz.
Bei der Europameisterschaft 2003 in Riga gewann sie dann in der Gewichtsklasse bis 59 kg ihren ersten Europameistertitel. Im Finale bezwang sie dabei Stefanie Stüber aus Deutschland. Weniger gut lief es bei ihr bei der Weltmeisterschaft 2003 in New York, denn sie siegte dort zwar über die starken Ringerinnen Ida-Theres Nerell aus Schweden und Sofia Poumpouridou aus Griechenland, verlor aber dann gegen Saori Yoshida aus Japan und belegte den 9. Platz. Im Jahre 2004 gelang es ihr nicht, sich für die Olympischen Spiele in Athen zu qualifizieren. In dem einzigen Qualifikations-Turnier, das sie bestritt, belegte sie in Madrid in der Gewichtsklasse bis 55 kg nur den 10. Platz.
Dafür gewann sie im Jahre 2005 bei der Europameisterschaft in Warna ihren zweiten Europameister-Titel, diesmal in der Gewichtsklasse bis 63 kg. Auf dem Weg zu diesem Erfolg bezwang sie Maria Müller aus Deutschland, Aljona Kartaschowa aus Russland, die frühere Weltmeisterin Nikola Hartmann-Dünser aus Österreich und Olga Chilko aus der Ukraine. Wie in den Jahren vorher spielte sie aber bei der Weltmeisterschaft dieses Jahres in Budapest keine Rolle, denn sie verlor dort nach einem gewonnenen Kampf in der Revanche gegen Olga Chilko. Da diese das Finale nicht erreichte, schied sie aus und erreichte nur den 13. Platz.
2006 wurde Monika Ewa Michalik in Moskau Vizeeuropameisterin. Sie unterlag dabei im Endkampf gegen Aljona Kartaschowa. Bei der Weltmeisterschaft in Guangzhou gelang ihr dann endlich der Gewinn einer Medaille. Sie schlug dort in ihrem zweiten Kampf die starke US-Amerikanerin Sara McMann, verlor dann aber gegen Kaori Icho aus Japan. Mit einem Sieg über Yoselin Rojas Urbira aus Venezuela holte sie sich dann aber eine WM-Bronzemedaille. Im Jahre 2007 war sie dann fast genauso erfolgreich. Sie gewann nämlich bei der Europameisterschaft in Sofia und bei der Weltmeisterschaft in Baku jeweils eine Bronzemedaille in der Gewichtsklasse bis 63 kg. In Sofia unterlag sie gegen Aljona Kartaschowa und holte sich diese Medaille mit einem Sieg über Lise Legrand aus Frankreich und in Baku verlor sie gegen Jelena Schalygina aus Kasachstan und besiegte in der Trostrunde Helena Allandi aus Schweden und Julija Ostaptschuk aus der Ukraine.
Im Jahre 2008 gewann sie bei der Europameisterschaft in Tampere wiederum eine Medaille, die bronzene. Sie verlor dabei wieder gegen Aljona Kartaschowa und siegte im Kampf um diese Bronzemedaille über Oxana Schalikowa aus der Ukraine. Zu einer Enttäuschung wurden für sie die Olympischen Spiele in Peking. Zunächst siegte sie über ihre alte Konkurrentin Olga Chilko knapp mit 2:1 Runden bei 4:4 Punkten um anschließend gegen Lise Legrand mit 1:2 Runden bei ebenfalls 4:4 Punkten zu verlieren. Da Golliot-Legrand anschließend das Finale nicht erreichte, schied Monika Ewa Michalik aus und kam nur auf den 8. Platz.
Wie schon vor vier Jahren wurde sie dann im Jahr nach den Olympischen Spielen, 2009, in Vilnius wieder Europameisterin. Sie besiegte dort Elina Wasewa aus Bulgarien, Stefanie Stüber aus Deutschland, Audrey Prieto aus Frankreich und Aljona Kartaschowa, gegen die sie in den letzten drei Jahren jeweils verloren hatte. Bei der Weltmeisterschaft 2009 in Herning/Dänemark verpasste sie aber nach einer Niederlage gegen Ljubow Michailowna Wolossowa aus Russland mit dem 5. Platz eine Medaille, weil sie im Kampf um eine der Bronzemedaillen gegen Justine Bouchard aus Kanada verlor.
Bei den folgenden Welt- und Europameisterschaften schnitt Monika Ewa Michalik dann, bis auf eine Ausnahme, nicht mehr sehr erfolgreich ab. Sie verlor meist bereits ihren ersten Kampf und landete auf weit abgeschlagenen Plätzen, weil die Ringerinnen, gegen die sie verlor nie das Finale erreichten. So belegte sie bei der Weltmeisterschaft 2010 in Moskau nur den 26. Platz, bei der Europameisterschaft in Dortmund nur den 16. Platz. Bei der Weltmeisterschaft 2011 in Istanbul gewann sie zwar zwei Kämpfe, unterlag dann aber gegen Jing Ruixue aus der Volksrepublik China und landete auf dem 11. Platz. Die positive Ausnahme bildete dann die Europameisterschaft 2012 in Belgrad, wo sie hinter Julija Ostaptschuk und Natalja Smirnowa aus Russland noch einmal eine Bronzemedaille gewann. Mit einem Sieg beim letzten Qualifikations-Turnier in Helsinki gelang es ihr dann im Mai 2012 sich für die Olympischen Spiele in London zu qualifizieren. In London kam sie zu einem Sieg über Blessing Oborududu, Nigeria einer Niederlage gegen Jing Ruixue, China, einem Sieg über Choo Zb-Gyong, Nordkorea und einer Niederlage gegen Ljubow Michailowna Wolossowa. Sie verpasste damit mit dem 5. Platz knapp die Medaillenränge. Nach den Olympischen Spielen in London nahm sie auch noch an der Weltmeisterschaft im kanadischen Strathcoona County teil. Dort verlor sie gegen Taybe Yusein aus Bulgarien und gegen Justine Bouchard aus Kanada und kam nur auf den 10. Platz.
Monika Ewa Michalik setzte ihre Karriere auch 2013 fort und wurde im März dieses Jahres in Tiflis mit Siegen über Nadine Weinauge, Deutschland, Elina Wasewa, Bulgarien und Hanna Wassylenko und einer Niederlage gegen Anastasija Grigorjeva Vize-Europameisterin.

## Internationale Erfolge
| Jahr | Platz | Wettbewerb                                                | Gewichtsklasse | Ergebnisse |
| 1999 | 11.   | Junioren-EM in Budapest                                   | bis 63 kg      | Siegerin: Anita Schätzle, Deutschland vor Lotta Andersson, Schweden |
| 2000 | 2.    | Junioren-EM in Sofia                                      | bis 63 kg      | hinter Lotta Andersson, vor Ljubow Michailowna Wolossowa, Russland und Raic Valeriana Raitschewa, Bulgarien                                                                                   |
| 2000 | 3.    | Junioren-WM in Nantes                                     | bis 63 kg      | hinter Ayako Shōda, Japan und Darija Nasarowa, Russland, vor Raic Valeria Raitschewa und Sara McMann, USA                                                                                     |
| 2002 | 2.    | EM in Seinäjoki/Finnland                                  | bis 59 kg      | nach Siegen über Dilek Erdogan, Türkei, Ludmila Souchina, Belarus und Christina Oertli, Deutschland und einer Niederlage gegen Sara Eriksson, Schweden                                        |
| 2002 | 7.    | WM in Chalkida/Griechenland                               | bis 55 kg      | nach Siegen über Birgit Maria Stern, Österreich und Marcia Yuleisi Andrades Mendoza, Venezuela und einer Niederlage gegen Tina George, USA                                                    |
| 2003 | 1.    | EM in Riga                                                | bis 59 kg      | nach Siegen über Ildiko Josza, Ungarn, Olga Krygina, Ukraine, Sebastiana Jiminez Valderrama, Spanien, Kristina Odrina Orlowa, Lettland und Stefanie Stüber, Deutschland                       |
| 2003 | 9.    | WM in New York                                            | bis 55 kg      | nach Siegen über Ida-Theres Nerell, Schweden und Sofia Poumpouridou, Griechenland und einer Niederlage gegen Saori Yoshida, Japan                                                             |
| 2004 | 10.   | Olympia-Qual.-Turnier in Madrid                           | bis 55 kg      | Siegerin: Anna Gomis, Frankreich vor Ida-Theres Nerell und Tonya Verbeek, Kanada |
| 2005 | 1.    | EM in Warna                                               | bis 63 kg      | nach Siegen über Maria Müller, Deutschland, Aljona Kartaschowa, Russland, Nikola Hartmann-Dünser, Österreich und Olga Chilko, Ukraine                                                         |
| 2005 | 13.   | WM in Budapest                                            | bis 63 kg      | nach einem Sieg über Juliana Vieira Borges, Brasilien und einer Niederlage gegen Olga Chilko                                                                                                  |
| 2006 | 1.    | Klippan-Lady-Open                                         | bis 63 kg      | vor Olga Chilko und Aljona Kartaschowa |
| 2006 | 2.    | EM in Moskau                                              | bis 63 kg      | nach Siegen über Meryem Selloum, Frankreich, Nikola Hartmann-Dünser und Monika Szerencse, Ungarn und einer Niederlage gegen Aljona Kartaschowa                                                |
| 2006 | 2.    | Golden-Grand-Prix in Baku                                 | bis 63 kg      | hinter Mio Nishimaki, Japan, vor Olga Chilko und Nikola Hartmann-Dünser |
| 2006 | 3.    | WM in Guangzhou                                           | bis 63 kg      | nach Siegen über Hon Min-Wen, Taiwan und Sara McMann, USA, einer Niederlage gegen Kaori Icho, Japan und einem Sieg über Yoselin Rojas Urbira, Venezuela                                       |
| 2007 | 3.    | Klippan-Lady-Open                                         | bis 63 kg      | hinter Sara McMann un Agoro Papavasileiou, Griechenland, gemeinsam mit Helena Allandi, Schweden                                                                                               |
| 2007 | 3.    | EM in Sofia                                               | bis 63 kg      | nach Siegen über Maite Piva, Italien und Michala Krizkova-Spoutsova, Tschechien, einer Niederlage gegen Aljona Kartaschowa und einem Sieg über Lise Legrand, Frankreich                       |
| 2007 | 3.    | WM in Baku                                                | bis 63 kg      | nach Siegen über Haiat Farag, Ägypten und Hang Jin-young, Südkorea, einer Niederlage gegen Jelena Schalygina, Kasachstan und Siegen über Helena Allandi und Julija Ostaptschuk, Ukraine       |
| 2008 | 1.    | "Dave-Schultz"-Memorial-International in Colorado Springs | bis 67 kg      | vor Maria Müller und Amberlee Ebert, USA |
| 2008 | 1.    | Klippan-Lady-Open                                         | bis 63 kg      | vor Elena Piroschkowa, USA, Ljubow Michailowna Wolossowa und Helena Allandi |
| 2008 | 3.    | EM in Tampere                                             | bis 63 kg      | nach Siegen über Michala Krizkova-Spoutsova und Agoro Papavasileiou, einer Niederlage gegen Aljona Kartaschowa und seinem Sieg über Oxana Schalikowa, Ukraine                                 |
| 2008 | 2.    | Austrian-Lady-Open in Götzis                              | bis 67 kg      | hinter Lise Legrand, vor Stefanie Maierhofer, Österreich |
| 2008 | 8.    | OS in Peking                                              | bis 63 kg      | nach einem Sieg über Olga Chilko und einer Niederlage gegen Lise Legrand |
| 2008 | 12.   | WM in Tokio                                               | bis 67 kg      | nach einer Niederlage gegen Elena Piroschkowa |
| 2009 | 4.    | "Dave-Schultz"-Memorial-International in Colorado Springs | bis 63 kg      | hinter Elena Piroschkowa, Veronica Carlson, USA und Stefanie Stüber |
| 2009 | 2.    | Klippan-Lady-Open                                         | bis 63 kg      | hinter Stefanie Stüber, vor Henna Johansson und Helena Allandi, beide Schweden |
| 2009 | 1.    | EM in Vilnius                                             | bis 63 kg      | nach Siegen über Elina Wasewa, Bulgarien, Stefanie Stüber, Audrey Prieto, Frankreich und Aljona Kartaschowa                                                                                   |
| 2009 | 3.    | Austrian-Lady-Open in Götzis                              | bis 63 kg      | hinter Mio Nishimaki, Japan und Justine Bouchard, Kanada |
| 2009 | 3.    | Golden-Grand-Prix in Baku                                 | bis 63 kg      | hinter Mio Nishimaki und Ljubow Michailowna Wolossowa |
| 2009 | 5.    | WM in Herning/Dänemark                                    | bis 63 kg      | nach Siegen über Haiat Farag, Martina Zyklowa, Tschechien und Elina Wasewa und Niederlagen gegen Ljubow Michailowna Wolossowa und Justine Bouchard                                            |
| 2010 | 1.    | Golden-Grand-Prix in Klippan                              | bis 63 kg      | vor Aljona Kartaschowa, Henna Johansson und Audrey Prieto |
| 2010 | 7.    | EM in Baku                                                | bis 63 kg      | nach einem Sieg über Ilana Kratysch, Israel und einer Niederlage gegen Olesja Samula, Aserbaidschan                                                                                           |
| 2010 | 1.    | Golden-Grand-Prix in Baku                                 | bis 63 kg      | vor Otschirbatyn Nasanburmaa, Mongolei, Elena Piroschkowa und Henna Johansson |
| 2010 | 2.    | Militär-WM in Lahti                                       | bis 63 kg      | hinter Xu Haiyan, China, vor Stefanie Stüber |
| 2010 | 26.   | WM in Moskau                                              | bis 63 kg      | nach einer Niederlage gegen Justine Bouchard |
| 2011 | 1.    | "Dave-Schultz"-Memorial International in Colorado Springs | bis 63 kg      | vor Sorondsonboldyn Battsetseg, Mongolei, Elena Piroschkowa und Justine Bouchard |
| 2011 | 5.    | Großer Preis von Tourcoing                                | bis 63 kg      | hinter Jing Ruixue, China, Scharchüügiin Tümentsetseg, Mongolei, Aline Focken, Deutschland und Elena Piroschkowa                                                                              |
| 2011 | 1.    | Golden-Grand-Prix in Klippan                              | bis 63 kg      | vor Henna Johansson, Luz Clara Vazquez, Argentinien und Marianna Sastin, Ungarn |
| 2011 | 16.   | EM in Dortmund                                            | bis 63 kg      | nach einer Niederlage gegen Marianna Sastin |
| 2011 | 2.    | Großer Preis von Deutschland in Dormagen                  | bis 63 kg      | hinter Audrey Prieto, vor Yvonne Englich-Hees, Deutschland und Justine Bouchard |
| 2011 | 11.   | WM in Istanbul                                            | bis 63 kg      | nach Siegen über Ilana Kratysch und Luong Thi Nguyen, Vietnam und einer Niederlage gegen Jing Ruixue                                                                                          |
| 2011 | 3.    | FILA-Test-Tournament in London                            | bis 63 kg      | hinter Johanna Mattsson, Schweden und Xilou Zhouma, China |
| 2012 | 3.    | "Dan Kolow - Nikola Petrow"-Memorial in Sofia             | bis 63 kg      | hinter Johanna Mattsson und Henna Johansson, gemeinsam mit Maria Mamatschuk, Belarus |
| 2012 | 2.    | Golden-Grand-Prix in Klippan                              | bis 63 kg      | hinter Henna Johansson, vor Erin Clodgo, USA und Natalja Smirnowa, Russland |
| 2012 | 3.    | EM in Belgrad                                             | bis 63 kg      | hinter Julija Ostaptschuk und Natalja Smirnowa, gemeinsam mit Elif Jale Yeşilırmak, Türkei |
| 2012 | 3.    | Olympia-Qualif.-Turnier in Sofia                          | bis 63 kg      | hinter Julija Ostaptschuk und Ljubow Michailowna Wolossowa |
| 2012 | 1.    | Olympia-Qualif.-Turnier in Helsinki                       | bis 63 kg      | vor Anastasija Grigorjeva, Lettland, Agoro Papavasileiou, Griechenland und Aline Focken |
| 2012 | 8.    | Poland-Open in Ratibor                                    | bis 63 kg      | Siegerin: Anastasija Grigorjeva vor Anastassia Huchok, Belarus |
| 2012 | 5.    | OS in London                                              | bis 63 kg      | nach einem Sieg über Blessing Oborududu, Nigeria, einer Niederlage gegen Jing Ruixue, China, einem Sieg über Choo Un-Gyong, Nordkorea und einer Niederlage gegen Ljubow Michailowna Wolossowa |
| 2012 | 10.   | WM in Strathcoona County                                  | bis 63 kg      | nach Niederlagen gegen Tajbe Jusein, Bulgarien und Justine Bouchard, Kanada |
| 2012 | 4.    | "Moscow Lights"                                           | bis 63 kg      | hinter Hanna Wassylenko, Ukraine, Hanna Beljajewa, Aserbaidschan und Inna Traschukowa, Russland                                                                                               |
| 2013 | 2.    | Flatz-Open in Wolfurth/Österreich                         | bis 63 kg      | hinter Ilana Kratysch, vor Nadine Weinauge, Deutschland und Therese Persson, Schweden |
| 2013 | 3.    | Intern. Turnier in Kiew                                   | bis 63 kg      | hinter Ilana Kratysch, Paulina Grabowska, Polen und Angele Fomenko, Russland |
| 2013 | 2.    | EM in Tiflis                                              | bis 63 kg      | nach Siegen über Nadine Weinauge, Elina Wasewa und, Hanna Wassylenko und einer Niederlage gegen Anastasija Grigorjeva                                                                         |

## Erläuterungen
- alle Wettbewerbe im freien Stil
- OS = Olympische Spiele, WM = Weltmeisterschaften, EM = Europameisterschaften